# Federazione di baseball e softball del Brasile
La Federazione brasiliana di baseball e softball (por. Confederação Brasileira de Beisebol e Softbol) è un'organizzazione fondata nel 1990 per governare la pratica del baseball e del softball in Brasile.
Organizza il campionato maschile e di softball femminile, e pone sotto la propria egida la nazionale maschile e di softball femminile.